# Soból (Lublin)
Pour l’article ayant un titre homophone, voir Sobol.
Soból (prononciation [ˈsɔbul]) est un village de la gmina de Tyszowce du powiat de Tomaszów Lubelski dans la voïvodie de Lublin, situé dans l'est de la Pologne.
Le village se situe à environ 7 kilomètres au sud-ouest de Tyszowce (siège de la gmina), 22 kilomètres au nord-est de Tomaszów Lubelski (siège du powiat) et 105 kilomètres au sud-est de Lublin (capitale de la voïvodie).

## Administration
De 1975 à 1998, le village est attaché administrativement à l'ancienne voïvodie de Zamość.

Depuis 1999, il fait partie de la nouvelle voïvodie de Lublin.